# 943
سنة 943 م كانت سنة بسيطة تبدأ يوم الأحد (الرابط يظهر نموذج التقويم الكامل للسنة) من التقويم اليولياني.

## مواليد
- بختيار بن معز الدولة
- ابن جلجل

## وفيات
- سنان بن ثابت بن قرة